# Sporting Clube Olhanense (nogomet)
Sporting Clube Olhanense (ili kraće, Olhanense) je portugalski nogometni klub iz gradića Olhãa, na portugalskom jugu. Nogometni je odjel športskog društva Sporting Clube Olhanense. Klub je utemeljen 1912. godine. U sezoni 2019./20. klub igra u Campeonato de Portugal (3. rang), u Serie D.

## Klupski uspjesi
Portugalsko prvenstvo:
- Prvak (1): 1923./24.

Sudionik završnice Portugalskog nogometnog kupa 1944./45. godine.

## Vanjske poveznice
- Službene stranice ([[por.]])
- Neslužbene stranice ([[por.]])